# NGC 5621
NGC 5621 је тројна звезда у сазвежђу Волар која се налази на NGC листи објеката дубоког неба.
Деклинација објекта је + 8° 14' 32" а ректасцензија 14h 27m 50,0s. Привидна величина (магнитуда) објекта NGC 5621 износи 14,2.